# روتنبودن
روتنبودن (به لاتین: Rotenboden) یک روستا در لیختن‌اشتاین است که در تریزنبرگ واقع شده‌است.

## خصوصیات
روتنبودن ۸۵۰ متر بالاتر از سطح دریا واقع شده‌است.